# بنجامین چرچ (پزشک)
دکتر بنجامین چرچ نخستین جراح عمومی ارتش ایالات متحده بود و به عنوان رئیس و مدیر کل خدمات پزشکی ارتش آمریکا می‌کرد. وی همچنین پیش از جنگ عضوی از گروه پسران آزادیی (فعال در استقلال آمریکا) بود. هر چند در ابتدای انقلاب آمریکا اطلاعاتی محرمانه را برای ژنرال توماس گیج (فرماندهٔ بریتانیایی) فرستاد و پس از آن‌که یکی از نامه‌هایش در بوستون لو رفت، محاکمه شد و به همکاری با دشمن محکوم شد.